# Kika Szaszkiewiczowa
Irena "Kika" Szaszkiewiczowa nhũ danh Jarochowska (sinh ngày 4 tháng 3 năm 1917 tại Kraków – mất ngày 11 tháng 8 năm 2014 tại Kraków) là một họa sĩ, nhà văn và blogger người Ba Lan.
Kika Szaszkiewiczowa là một nghệ sĩ trong cabaret văn học Piwnica pod Baranami. Bà là tác giả của những truyện phiêu lưu hư cấu đã được tổng hợp trong sê-ri truyện tranh có tên Szaszkiewiczowa, czyli Ksylolit w jej życiu. Loạt truyện này được đăng trên tạp chí Przekrój từ năm 1958.
Trong Chiến tranh thế giới thứ hai, Kika Szaszkiewiczowa là thành viên của Armia Krajowa. Trong giai đoạn 1969–2007, bà sống ở Na Uy. Năm 2011, bà xuất bản cuốn hồi ký có tựa đề Podwójne życie Szaszkiewiczowej (The Double Life of Szaszkiewiczowa). Năm 2013, ở tuổi 96, Kika Szaszkiewiczowa bắt đầu viết một blog tên là Moje pierwsze 100 lat (My First 100 Years). Vào thời điểm đó, bà là blogger lớn tuổi nhất ở Ba Lan.
Ngày 9 tháng 8 năm 2014, hai ngày trước khi qua đời, Kika Szaszkiewiczowa được tổng thống Ba Lan trao tặng Thập tự Sĩ quan Huân chương Polonia Restituta. Bà được nhận huân chương trong một buổi lễ tổ chức tại căn hộ riêng ở Kraków, người trực tiếp trao huân chương là Jerzy Miller - chỉ huy quân sự tỉnh Małopolskie.

## Gia đình
Kika Szaszkiewiczowa là chị của nhà văn kiêm nhà hoạt động cộng sản Maria Jarochowska và nhiếp ảnh gia Konstanty Jarochowski.

## Danh mục
- Irena Kika Szaszkiewiczowa: Podwójne życie Szaszkiewiczowej. Wydawnictwo Literackie, Kraków 2011; ISBN 978-83-08-04790-3.